# Film komediowy

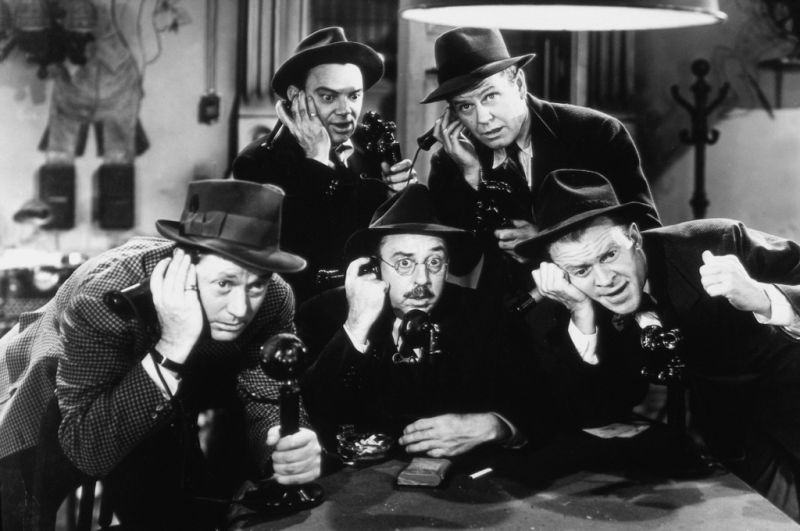
Kadr z filmu komediowego

Film komediowy, komedia filmowa – film przedstawiający sytuacje i postacie wywołujące u widzów efekt komiczny. Komedia istnieje od zarania dziejów sztuki filmowej – za pierwszy film komediowy uchodzi Polewacz polany (1895) autorstwa braci Lumière. Komedii nie cechuje określona konwencja fabularna, ale efekt, jaki wywołują one w widzu.
Początki komedii filmowej kryją się w slapsticku (zwanym także burleską), opartym głównie na gagach konstruujących związki przyczynowo-skutkowe w danym dziele. Slapstick główną popularność przeżył za sprawą Macka Sennetta i jego wytwórni Keystone, zaś został artystycznie dopracowany przez Charliego Chaplina (Gorączka złota, 1925), Bustera Keatona (Generał, 1926) i Harolda Lloyda (Jeszcze wyżej!, 1923). Po naturalnej śmierci slapsticku wraz z pojawieniem się filmu dźwiękowego ważną rolę zaczął odgrywać dialog, w czym specjalizowali się bracia Marx (Kacza zupa, 1933) i realizator tzw. sophisticated comedies Ernst Lubitsch (Ninoczka, 1939). Popularność przez cały ten czas przeżywała farsa, odmiana komedii szczególnie popularna dzięki Louisowi de Funèsowi (Oskar, 1967).
Od lat 70. XX wieku kształtuje się w komedii tendencja postmodernistyczna, analizująca kondycję klasy średniej w formie pastiszu (np. Annie Hall Woody'ego Allena, 1977) lub parodii (komedie braci Coen, Johna Watersa). Surrealistyczną formą cechowały się produkcje kabaretu Monty Python (Monty Python i Święty Graal, 1975) . Popularność przeżywają także specyficzne odmiany gatunkowe: czarna komedia, komedia romantyczna, a także subtelnie łączący elementy komizmu i tragedii komediodramat.